# WS-15 (エンジン)
渦扇-15(簡体字中国語: 涡扇-15、ウォーシャン(wō shàn)-15、略称WS-15)は、第5世代ジェット戦闘機（ステルス戦闘機）であるJ-20Aに搭載するために中国の瀋陽発動機設計研究所（606研究所）と西安航空発動機公司が開発しているターボファンエンジンである。コードネームは峨眉。

## 概要
WS-15は1990年代初頭に開発が開始されたとされる。2004年に最初のプロトタイプが提供され、2009年12月頃にはネット上でエンジンコアとみられる画像が見られるようになった。2012年には地上試験の実施が確認されている。2015年には最初の地上試験が成功したが、同時に爆発事故も起こしている。
性能は不明なところが多いが、目標とする最大推力は180 kN (40,500 lbf)とされ、2009年に行われた試験ではプロトタイプが160 kN (36,000 lbf)の推力を達成したとされる。
2023年3月、中国航空発動機集団（AECC）の幹部は、WS-15の連続生産が開始されたと発表した 。FlightGlobalによるとJ-20戦闘機による小規模生産と飛行試験が進行中であると推測している。
2023年6月、WS-15を搭載したJ-20が初飛行に成功した。

## 仕様
一般的特性
- 形式: アフターバーナー付きターボファン
- 全長: 5.05m
- 直径: 1.02m
- 乾燥重量:

構成要素
- 圧縮機: 低圧3段、高圧6段軸流圧縮機
- 燃焼器: アニュラ型
- タービン: 高圧1段、低圧1段

性能
- 推力: 

  - アフターバーナー未使用時: 105 kN
  - アフターバーナー使用時: 180+ kN
- タービン入口温度: 1850K
- 推力重量比: 9.7-10.87

## 派生型
SF-A
エンジンコアを流用した高バイパス型。2009年11月3日に開催された中国国際産業フェアのプレショーで初めて公開された。推力は13トン。開発中で、Y-20輸送機とC919旅客機に搭載される予定である。2016年に完成予定。業界筋によると派生型のSF-Bもあるとされる。